# Repetophragma
Repetophragma is een geslacht van schimmels uit de klasse Dothideomycetes. De typesoort is Repetophragma biseptatum.

## Soorten
Volgens Index Fungorum telt het geslacht 35 soorten (peildatum februari 2022):
| Soortnaam                     | Auteur(s)                                         | Publicatiejaar |
| ----------------------------- | ------------------------------------------------- | -------------- |
| Repetophragma aburiense       | (M.B. Ellis) Subram.                              | 1992           |
| Repetophragma afrormosiae     | (M.B. Ellis) Subram.                              | 1992           |
| Repetophragma apiceinflatum   | (Matsush.) R.F. Castañeda, McKenzie & K.D. Hyde   | 2011           |
| Repetophragma biseptatum      | (M.B. Ellis) Subram.                              | 1992           |
| Repetophragma calongei        | J. Mena, Silvera & Gené                           | 2009           |
| Repetophragma cambrense       | (M.B. Ellis) McKenzie                             | 1995           |
| Repetophragma cubense         | (Mercado) J. Mena                                 | 2000           |
| Repetophragma dennisii        | M.B. Ellis ex P.M. Kirk                           | 2019           |
| Repetophragma elegans         | J.W. Xia & X.G. Zhang                             | 2017           |
| Repetophragma ellisii         | (Piroz.) R.F. Castañeda, McKenzie & K.D. Hyde     | 2011           |
| Repetophragma fasciatum       | (R.F. Castañeda) R.F. Castañeda, Gusmão & Saikawa | 2006           |
| Repetophragma filiattenuatum  | (Matsush.) Subram.                                | 1992           |
| Repetophragma filiferum       | (Piroz.) R.F. Castañeda, Gusmão & Heredia         | 2006           |
| Repetophragma filisporum      | (Matsush.) R.F. Castañeda, McKenzie & K.D. Hyde   | 2011           |
| Repetophragma fragile         | R.F. Castañeda, Hern.-Restr., Gené & Guarro       | 2013           |
| Repetophragma fragmentisporum | (Matsush.) R.F. Castañeda, McKenzie & K.D. Hyde   | 2011           |
| Repetophragma gondwanamycetis | Marinc., M.J. Wingf. & Crous                      | 2008           |
| Repetophragma hainanense      | Jian Ma & X.G. Zhang                              | 2014           |
| Repetophragma ibericum        | R.F. Castañeda, Hern.-Restr., Gené & Guarro       | 2013           |
| Repetophragma indicum         | (Subram.) Subram.                                 | 1992           |
| Repetophragma inflatum        | (Berk. & Ravenel) W.P. Wu                         | 2005           |
| Repetophragma laxisporum      | (R.F. Castañeda) R.F. Castañeda                   | 2011           |
| Repetophragma longiphorum     | (R.F. Castañeda & W.B. Kendr.) R.F. Castañeda     | 2011           |
| Repetophragma moniliforme     | (Matsush.) R.F. Castañeda, McKenzie & K.D. Hyde   | 2011           |
| Repetophragma omahutaense     | (Matsush.) R.F. Castañeda, McKenzie & K.D. Hyde   | 2011           |
| Repetophragma ontariense      | (Matsush.) W.P. Wu                                | 2005           |
| Repetophragma paracambrense   | R.F. Castañeda, Heredia & McKenzie                | 2011           |
| Repetophragma perproliferatum | (R.F. Castañeda & W.B. Kendr.) R.F. Castañeda     | 2011           |
| Repetophragma peruamazonicum  | (Matsush.) R.F. Castañeda & McKenzie              | 2011           |
| Repetophragma quadriloculare  | (Matsush.) R.F. Castañeda, McKenzie & K.D. Hyde   | 2011           |
| Repetophragma subulatum       | (Cooke & Ellis) Subram.                           | 1992           |
| Repetophragma terminaliae     | (Deighton) R.F. Castañeda, McKenzie & K.D. Hyde   | 2011           |
| Repetophragma verrucosum      | L.G. Ma & X.G. Zhang                              | 2019           |
| Repetophragma wroblewskii     | (Bubák) Subram.                                   | 1992           |
| Repetophragma zygopetali      | O.L. Pereira, Meir. Silva & R.F. Castañeda        | 2017           |